# 桂竹林
桂竹林，是臺灣苗栗縣的一個傳統地域名稱，位於獅潭鄉南部及公館鄉東南部。相較於今日行政區，其範圍大致包括獅潭鄉的竹木村西大半部，以及公館鄉的福德村東大半部。

## 歷史
台灣清治末期至日治初期，桂竹林地區為一街庄，稱為「桂竹林庄」，隸屬於苗栗一堡。該庄北與大坑庄、八角林庄為鄰，東及東南與蕃地為鄰，南邊為大湖庄、出磺坑庄，西邊為福基庄。
1901年（日治明治三十四年）11月，全台設置二十廳，該庄隸屬於苗栗廳。1909年（明治四十二年）10月，合併二十廳為十二廳，該庄改隸屬於新竹廳。1920年（大正九年），廢十二廳改設五州二廳，該庄改制為「桂竹林」大字，隸屬於新竹州大湖郡獅潭庄。
戰後獅潭庄改制為獅潭鄉，隸屬於新竹縣，大字亦改制為村。1950年桃、竹、苗分治，獅潭鄉改隸屬於苗栗縣。
在1904年的《臺灣堡圖》上，桂竹林庄包含打鹿坑、新北藔、老北藔等聚落。在今日的地圖上，這些地區已劃入公館鄉福德村。

## 交通
省道台3線俗稱「內山公路」，是臺北至屏東的幹道，大致以東北—西南走向蜿蜒貫經過桂竹林地區，向東北可前往獅潭市區、三灣、峨眉、北埔、竹東下公館等地等地；向西南可前往大湖、卓蘭、東勢等地。
省道台6線又稱「舊後汶公路」、「龍汶公路」，是後龍龍港至汶水的幹道，其東側端點位於本地區汶水南側邊界外不遠處的省道台3線交會口。由該道路在本地區的西端向西轉北可前往公館、苗栗、龍港等地。
省道台72線是「東西向快速公路－後龍汶水線」，俗稱「後汶快速公路」，其東側端點位於本地區汶水東側的省道台3線交會口。由該快速道路向西轉北可前往公館、頭屋、後龍等地。

## 景點
- 汶水老街